# Informe especial sobre escenarios de emisiones
El Informe especial sobre escenarios de emisiones (SRES, por sus siglas en inglés) es un informe del Panel Intergubernamental sobre Cambio Climático (IPCC) que se publicó en 2000. Los escenarios de emisiones de gases de efecto invernadero descritos en el Informe han sido utilizados para hacer proyecciones sobre el cambio climático en el futuro. Los escenarios SRES, como se les llama a menudo, se utilizaron en el Tercer Informe de Evaluación (TAR) del IPCC, publicado en 2001, y en el Cuarto Informe de Evaluación (AR4) del IPCC, publicado en 2007.
Los escenarios SRES se diseñaron para mejorar algunos aspectos de los escenarios IS92, que se habían utilizado en el Segundo Informe de Evaluación del IPCC de 1995. Los escenarios del SRES son escenarios de referencia, lo que significa que no tienen en cuenta ninguna medida actual o futura para limitar las emisiones de gases de efecto invernadero (GEI) (por ejemplo, el Protocolo de Kyoto de la Convención Marco de las Naciones Unidas sobre Cambio Climático).
Las proyecciones de emisiones de los escenarios SRES son ampliamente comparables en rango a los escenarios de emisiones de referencia que han sido desarrollados por la comunidad científica. Los escenarios SRES, sin embargo, no abarcan la totalidad de futuros posibles, ya que las emisiones pueden cambiar menos de lo que implican los escenarios, o podrían cambiar más.
El SRES fue reemplazado por las trayectorias socioeconómicas compartidas (SSP, por sus siglas en inglés) en preparación para el Sexto Informe de Evaluación del IPCC de 2021.

## Objetivo
Debido a que las proyecciones del cambio climático dependen en gran medida de la actividad humana futura, los modelos climáticos se comparan con escenarios. Hay 40 escenarios diferentes, cada uno con suposiciones diferentes para la contaminación futura por gases de efecto invernadero, cambios en el uso del suelo y otras actividades que impulsan el cambio climático. Por lo tanto, para cada escenario se hacen supuestos sobre el desarrollo tecnológico y el desarrollo económico futuro. La mayoría de los escenarios incluye un aumento en el consumo de combustibles fósiles; algunas versiones de B1 tienen niveles de consumo más bajos para 2100 que en 1990.[cita requerida] El PIB global global crecerá en un factor de entre 5 y 25 en los escenarios de emisiones.
Estos escenarios de emisiones están organizados en familias, que contienen escenarios que son similares entre sí en algunos aspectos. Las proyecciones del informe de evaluación del IPCC para el futuro a menudo se realizan en el contexto de una familia de escenarios específica.
Según el IPCC, todos los escenarios SRES se consideran "neutrales". Ninguno de los escenarios SRES proyecta desastres o catástrofes futuros, por ejemplo, guerras y conflictos, y/o colapso ambiental.
El IPCC no describe los escenarios en términos de buenos o malos para el futuro desarrollo social y económico.

## Familias de escenarios
Las familias de escenarios contienen escenarios individuales con temas comunes. Las seis familias de escenarios discutidos en el Tercer Informe de Evaluación (TAR) y el Cuarto Informe de Evaluación (AR4) del IPCC son A1FI, A1B, A1T, A2, B1 y B2.
El IPCC no indicó que cualquiera de los escenarios SRES fuera más probable que ocurriera que otros, por lo tanto, ninguno de los escenarios SRES representan una "mejor estimación" de las emisiones futuras.
Las descripciones de los escenarios se basan en las de AR4, que son idénticas a las de TAR.

### A1
Los escenarios A1 son de un mundo más integrado. La familia de escenarios A1 se caracteriza por:
- Rápido crecimiento económico.
- Una población mundial que alcanza los 9 mil millones en 2050 y luego disminuye gradualmente.
- La rápida difusión de tecnologías nuevas y eficientes.
- Un mundo convergente: los ingresos y el modo de vida convergen entre las regiones. Amplias interacciones sociales y culturales en todo el mundo.

Hay subconjuntos de la familia A1 basados en su énfasis tecnológico:
- A1FI: énfasis en los combustibles fósiles (fósil intensivo).
- A1B: énfasis equilibrado en todas las fuentes de energía.
- A1T: énfasis en fuentes de energía no fósiles.

### A2
Los escenarios A2 son de un mundo más dividido. La familia de escenarios A2 se caracteriza por:
- Un mundo de naciones independientes y autosuficientes.
- Población en continuo aumento.
- Desarrollo económico de orientación regional.
- Altas emisiones.

### B1
Los escenarios B1 son de un mundo más integrado y más ecológico. Los escenarios B1 se caracterizan por:
- Rápido crecimiento económico como en A1, pero con rápidos cambios hacia una economía de servicios e información.
- La población aumentará a 9 mil millones en 2050 y luego disminuirá como en A1.
- Reducciones en la intensidad de materiales e introducción de tecnologías limpias y eficientes en el uso de recursos.
- Un énfasis en las soluciones globales para la estabilidad económica, social y ambiental.

### B2
Los escenarios B2 son de un mundo más dividido, pero más ecológico. Los escenarios B2 se caracterizan por:
- Población en continuo aumento, pero a un ritmo más lento que en A2.
- Énfasis en soluciones locales más que globales para la estabilidad económica, social y ambiental.
- Niveles intermedios de desarrollo económico.
- Cambio tecnológico menos rápidos y más fragmentado sque en A1 y B1.

## Escenarios SRES e iniciativas de cambio climático
Si bien algunos escenarios asumen un mundo más respetuoso con el medio ambiente que otros, ninguno incluye ninguna iniciativa climática específica, como el Protocolo de Kioto.

## Concentraciones atmosféricas de GEI

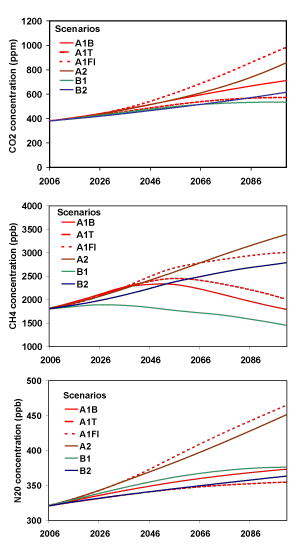
Cambios proyectados durante el siglo XXI en las concentraciones atmosféricas de tres gases de efecto invernadero : dióxido de carbono (fórmula química: CO_{2}), metano (CH_{4}) y óxido nitroso (N_{2}O). Estas proyecciones de la Agencia de Protección Ambiental de los Estados Unidos se basan en escenarios de emisiones contenidos en el SRES.

Los escenarios SRES se han utilizado para proyectar las concentraciones atmosféricas futuras de GEI. Bajo los seis escenarios ilustrativos del SRES, el Tercer Informe de Evaluación del IPCC (2001) proyecta la concentración atmosférica de dióxido de carbono (CO
2) en el año 2100 entre 540 y 970 partes por millón (ppm). En esta estimación, existen incertidumbres sobre la futura eliminación de carbono de la atmósfera por los sumideros de carbono. También existen incertidumbres con respecto a los cambios futuros en la biósfera de la Tierra y las retroalimentaciones en el sistema climático. El efecto estimado de estas incertidumbres significa que la concentración total proyectada varía de 490 a 1260 ppm. Esto se compara con una concentración preindustrial (tomada como el año 1750) de aproximadamente 280 ppm y una concentración de aproximadamente 368 ppm en el año 2000.
La Agencia de Protección Ambiental de los Estados Unidos también ha producido proyecciones de concentraciones atmosféricas futuras de GEI utilizando los escenarios SRES. Estas proyecciones se muestran en el lado opuesto y están sujetas a la incertidumbre descrita anteriormente con respecto al papel futuro de los sumideros de carbono y los cambios en la biósfera de la Tierra.

## Tasas de emisiones observadas
Entre las décadas de 1990 y 2000, aumentó la tasa de crecimiento de las emisiones de CO2 de la quema de combustibles fósiles y los procesos industriales (McMullen y Jabbour, 2009, p. 8). La tasa de crecimiento de 1990-1999 promedió el 1,1% anual.
Entre los años 2000-2009, el crecimiento de CO
2 por emisiones de la quema de combustibles fósiles fue, en promedio, del 3% por año, lo que supera el crecimiento estimado por 35 de los 40 escenarios SRES (34 si la tendencia se calcula con puntos finales en lugar de un ajuste lineal). Las emisiones de gases de efecto invernadero causadas por el hombre establecieron un récord en 2010, un aumento del 6% sobre las emisiones de 2009, superando incluso el escenario del "peor de los casos" citado en el Cuarto Informe de Evaluación del IPCC.

## Críticas y análisis

### Poder adquisitivo
Los escenarios de SRES fueron criticados por los científicos Ian Castles y David Henderson. El núcleo de su crítica fue el uso de tipos de cambio de mercado (MER, por sus siglas en inglés, Market Exchange Rate) para la comparación internacional, en lugar del tipo de cambio PPP teóricamente favorecido que corrige las diferencias en el poder adquisitivo. El IPCC refutó esta crítica.
Las posiciones en el debate se pueden resumir de la siguiente manera. Utilizando el MER, los escenarios SRES exageran las diferencias de ingresos en el pasado y el presente, y sobrestiman el crecimiento económico futuro en los países en desarrollo. Esto, argumentaron originalmente Castles y Henderson, conduce a una sobreestimación de las futuras emisiones de gases de efecto invernadero. Las proyecciones de cambio climático futuro del IPCC se habrían sobrestimado.
Sin embargo, la diferencia en el crecimiento económico se compensa con una diferencia en la intensidad energética. Algunos dicen que estos dos efectos opuestos se cancelan por completo, algunos dicen que esto es solo parcial. En general, es probable que las diferencias de utilizar MER o PPP tenga un efecto mínimo en el cálculo de las concentraciones de dióxido de carbono en la atmósfera. Castles y Henderson luego aceptaron esto y reconocieron que estaban equivocados al pensar que las futuras emisiones de gases de efecto invernadero se habían sobrestimado significativamente.
Pero a pesar de que el cambio climático global no se ve afectado, se ha argumentado que la distribución regional de emisiones e ingresos es muy diferente si se utiliza MER o PPP. Esto influye en el debate político, porque en un escenario de PPP, China e India tienen una participación mucho menor en las emisiones globales. También afecta los escenarios respecto de la vulnerabilidad al cambio climático. En un escenario de PPP, los países pobres crecen más lentamente y enfrentan mayores impactos.

### Disponibilidad de combustibles fósiles
Como parte del SRES, los autores del IPCC evaluaron la posible disponibilidad futura de combustibles fósiles para uso energético. Las suposiciones de SRES sobre la disponibilidad de combustibles fósiles se basan en gran medida en un estudio de 1997 realizado por Rogner, quien hace todo lo posible para afirmar que hay suficientes recursos fósiles para mantener teóricamente la producción durante un período prolongado de tiempo.
La cuestión de si la disponibilidad futura de combustibles fósiles limitaría las emisiones de carbono en futuro se consideró en el Tercer Informe de Evaluación. El informe concluyó que los límites a los recursos de combustibles fósiles no limitarían las emisiones de carbono en el siglo XXI. Su estimación de reservas de carbón convencional fue de alrededor de 1.000 giga toneladas de carbono (GtC), con una estimación máxima de entre 3.500 y 4.000 GtC. Esto se compara con las emisiones de carbono acumuladas hasta el año 2100 de aproximadamente 1000 GtC para el escenario SRES B1, y alrededor de 2000 GtC para el escenario SRES A1FI.
Se estimó que el carbono en las reservas probadas de petróleo y gas convencionales era mucho menor que las emisiones de carbono acumuladas asociadas con la estabilización atmosférica de las concentraciones de Co2 a niveles de 450 ppmv o superior.  El Tercer Informe de Evaluación sugirió que la composición futura de la combinación energética mundial determinaría si las concentraciones de gases de efecto invernadero se estabilizarían o no en el siglo XXI. La combinación energética futura podría basarse más en la explotación de petróleo y gas no convencionales (por ejemplo, arenas petrolíferas, petróleo de esquisto, petróleo compacto, gas de esquisto), o en el uso de fuentes de energía no fósiles, como la energía renovable. La producción total de energía primaria a partir de combustibles fósiles en las perspectivas del SRES varía desde un mero aumento del 50% desde el año 2010 en la familia B1 a más del 400% en la familia A1.

#### Críticas
Wang et al. criticaron este modelo de disponibilidad de combustibles fósiles de la siguiente manera:

Las proyecciones climáticas se basan en escenarios de emisiones. Los escenarios de emisiones utilizados por el IPCC y por los principales científicos del clima se derivan en gran medida de la demanda prevista de combustibles fósiles y, en nuestra opinión, no toman en consideración las emisiones limitadas que probablemente se deben al agotamiento de estos combustibles.
Wang et al.

Este problema persistente ha sido criticado durante mucho tiempo, ya que muchas suposiciones utilizadas para la disponibilidad de combustibles fósiles y la producción futura han sido optimistas en el mejor de los casos e inverosímiles en el peor. Los escenarios SRES y RCP han sido criticados por estar sesgados hacia la “disponibilidad exagerada de recursos” y por generar “expectativas poco realistas sobre la producción futura de combustibles fósiles". Varios científicos critican esta visión de la energía como un aporte ilimitado a los modelos económicos / climáticos y su desconexión de las realidades físicas y logísticas del suministro.
Un metaanálisis reciente de las perspectivas de energía fósil utilizadas para escenarios de cambio climático incluso identificó una "hipótesis de retorno al carbón", ya que la mayoría de los escenarios climáticos convencionales prevén un aumento significativo de la producción mundial de carbón en el futuro. Patzek y Croft (2010, p. 3113) hicieron una predicción de la producción futura de carbón y las emisiones de carbono. En su evaluación, todos los escenarios SRES de emisiones, excepto los más bajos, proyectaban niveles demasiado altos de producción futura de carbón y emisiones de carbono (Patzek y Croft, 2010, págs. 3113-3114). Otras proyecciones de carbón a largo plazo alcanzaron resultados similares.
En un documento de discusión, Aleklett (2007, p. 17) consideró que las proyecciones de SRES entre los años 2020 y 2100 eran “absolutamente irreales”. En el análisis de Aleklett, las emisiones de petróleo y gas fueron más bajas que todas las proyecciones de SRES, con emisiones de carbón mucho más bajas que la mayoría de las proyecciones de SRES (Aleklett, 2007, p. 2).

### Informe del Comité Especial
En 2005, el Comité Especial de Asuntos Económicos de la Cámara de los Lores del Reino Unido elaboró un informe sobre la economía del cambio climático. Como parte de su investigación, tomaron pruebas de las críticas al SRES. Entre los que declararon ante el Comité se encontraban el Dr. Ian Castles, crítico de los escenarios del SRES, y el profesor Nebojsa Nakicenovic, coeditor del SRES. El autor del IPCC, el Dr. Chris Hope, comentó sobre el escenario SRES A2, que es uno de los escenarios de emisiones más altas del SRES. Hope evaluó y comparó los daños marginales del cambio climático utilizando dos versiones del escenario A2. En una versión del escenario A2, las emisiones fueron las proyectadas por el IPCC. En la otra versión de A2, Hope redujo las emisiones proyectadas del IPCC a la mitad (es decir, 50% del escenario A2 original). En su modelo de evaluación integrado, ambas versiones del escenario A2 conducen a estimaciones casi idénticas de daños climáticos marginales (el valor actual de la emisión de una tonelada de CO2 a la atmósfera). Con base en este hallazgo, Hope argumentó que la política climática actual era insensible a si aceptaba o no la validez de los escenarios SRES de emisiones más altas.
El autor del IPCC, el profesor Richard Tol, comentó las fortalezas y debilidades de los escenarios SRES. En su opinión, el escenario del A2 SRES era, con mucho, el más realista. El Departamento de Ambiente, Alimentación y Asuntos Rurales y el Tesoro sostuvieron que los argumentos a favor de la acción sobre el cambio climático no se vieron socavados por la crítica de Castles y Henderson a los escenarios del SRES. También comentaron que a menos que se tomen medidas efectivas para frenar el crecimiento de las emisiones, otros organismos, como la Agencia Internacional de Energía, esperan que las emisiones de gases de efecto invernadero sigan aumentando en el futuro.

### Comparación con un escenario "sin política"
En un informe publicado por el Programa Conjunto del MIT sobre la ciencia y la política del cambio global, Webster et al. (2008) compararon los escenarios SRES con su propio escenario “sin política”. Su escenario sin políticas asume que en el futuro el mundo no hará nada para limitar las emisiones de gases de efecto invernadero. Descubrieron que la mayoría de los escenarios SRES estaban fuera del rango de probabilidad del 90% de su escenario sin política (Webster et al., 2008, p. 1). La mayoría de los escenarios SRES fueron consistentes con los esfuerzos para estabilizar las concentraciones de gases de efecto invernadero en la atmósfera. Webster y col. (2008, pág. 54) señalaron que los escenarios del SRES fueron diseñados para cubrir la mayor parte del rango de niveles de emisión futuros en la literatura científica publicada. Muchos de estos escenarios en la literatura presumiblemente asumieron que se realizarían esfuerzos futuros para estabilizar las concentraciones de gases de efecto invernadero.

## Proyecciones posteriores al SRES
Como parte del Cuarto Informe de Evaluación del IPCC, se evaluó la literatura sobre escenarios de emisiones. Se encontró que los escenarios de emisiones de referencia publicados desde el SRES eran comparables en rango a los escenarios SRES. El IPCC (2007) señaló que los escenarios posteriores al SRES habían utilizado valores más bajos para algunos impulsores de las emisiones, en particular las proyecciones de población. Sin embargo, de los estudios evaluados que habían incorporado nuevas proyecciones de población, los cambios en otros factores, como el crecimiento económico, dieron como resultado pocos cambios en los niveles generales de emisión.

## Sucesores
En el Quinto Informe de Evaluación del IPCC publicado en 2014, las proyecciones SRES fueron reemplazadas por las Trayectorias de Concentración Representativas (RCP).